# 波沙貝拉峰
46°38′09″N 9°53′46″E / 46.63583°N 9.89611°E
波沙貝拉峰（Piz Porchabella），是瑞士的山峰，位於該國東南部，由格勞賓登州負責管轄，屬於阿爾布拉山脈的一部分，海拔高度3,079米，每年平均降雨量1,729毫米。